# 男の敵
『男の敵』（原題：The Informer）は、1935年のRKOによるドラマ映画。1922年のアイルランド独立戦争をプロットとしている。原作はリーアム・オフラハティの小説『The Informer』。

## あらすじ
「ユダは後悔した―
そして30枚の銀貨を捨てて死んだ―」
1922年、イギリス統治下のアイルランド、ダブリンのある夜。ジポ・ノーラン（ヴィクター・マクラグレン）は、アイルランド独立を目指す組織の裁定に従わず処刑役を拒んだため組織からあぶりだされ、金に困る生活を送っていた。そんな折、警察から指名手配されているフランキー・マクフィリップ（ウォーレス・フォード）がジポの前に訪れる。そこでジポは、旧知の仲であるフランキーに実家に戻るタイミングをアドバイスをするが、その直後に、ジポの恋人ケイティ（マーゴット・グラハム）が、金に困った挙句金持ちをひっかけようとする姿を目の当たりにして、懸賞金20ポンドを目当てに、警察にフランキーの居場所を売ってしまう。その結果、フランキーは警察から逃亡しようとして射殺されてしまうのだった。
一方、独立をめざす組織の隊長、ダン・ギャラガー（プレストン・フォスター）は、仲間を売ったこの事件を、組織を壊す行為として重くとらえ、密告者をその晩じゅうに捕まえるように指示する。そして、フランキーの親友であったジポも、密告者を見つけるという条件で組織に復帰することになる。
しかし、20ポンドを得て多くの貧しいダブリン市民に椀飯振舞するジポの姿を見て、組織の幹部バートレー（ジョセフ・ソーアス）らは徐々にジポへの疑いを深めていく。そして、その疑いはジポがケイティに最後の5ポンドを手渡したときには、確固たるものになっていた。その結果、1時から始まった組織の査問で、ジポはついに自分が密告したことを告白してしまう。
ダンの恋人メリー・マクフィリップ（ヘザー・エンジェル）によって、ジポがその場で処刑されるのはひとまず避けられたが、すぐ間もなく処刑されるという直前になってジポは牢から脱出する。そして、彼が逃れ逃れに行き着いた先は、恋人ケイティのところだった。彼が安心してまもなく眠ったのを見て、ケイティはダンのもとへ向かう…。

## 考察
リーアム・オフラハティの同名小説の最初の映画化であり、本作のオリジナル版が1929年、イギリスでアルツール・ロビソン監督、ラルス・ハンソン、リア・デ・プッティ主演で作られた「密告」（原題は本作と同じくThe Informer）である。内容は活劇仕立てのスリラーであり、それ程名作と言う訳ではなかった。因みにこの作品は日本でも公開された。

## キャスト
| 俳優                       | 役名              |
| -------------------------- | ----------------- |
| ヴィクター・マクラグレン   | Gypo Nolan        |
| ヘザー・エンジェル         | Mary McPhillip    |
| プレストン・フォスター     | Dan Gallagher     |
| マーゴット・グレアム       | Katie Madden      |
| ウォーレス・フォード       | Frankie McPhillip |
| ユーナ・オコナー           | Mrs. McPhillip    |
| J・M・ケリガン             | テリー            |
| ジョセフ・ソーアス         | Bartly Mulholland |
| ニール・フィッツジェラルド | Tommy Connor      |
| ドナルド・ミーク           | Peter Mulligan    |
| D'Arcy Corrigan            | 盲目の男          |
| Leo McCabe                 | ドナヒュー        |
| Steve Pendleton            | Dennis Daly       |
| フランシス・フォード       | "Judge" Flynn     |
| May Boley                  | Madame Betty      |

## 主な受賞歴

### アカデミー賞
受賞
アカデミー監督賞：ジョン・フォード
アカデミー主演男優賞：ヴィクター・マクラグレン
アカデミー脚色賞：ダドリー・ニコルズ
アカデミー作曲賞：マックス・スタイナー
ノミネート
アカデミー作品賞：RKO
アカデミー編集賞：ジョージ・ハイヴリー

### ニューヨーク映画批評家協会賞
受賞
作品賞
監督賞：ジョン・フォード

### ヴェネツィア国際映画祭
- 受賞：脚本賞

### ナショナル・ボード・オブ・レビュー
- 作品賞

## 注
1. ↑  RKO Feature Film Ledger, 1929-51, p110